# Diafaniczność

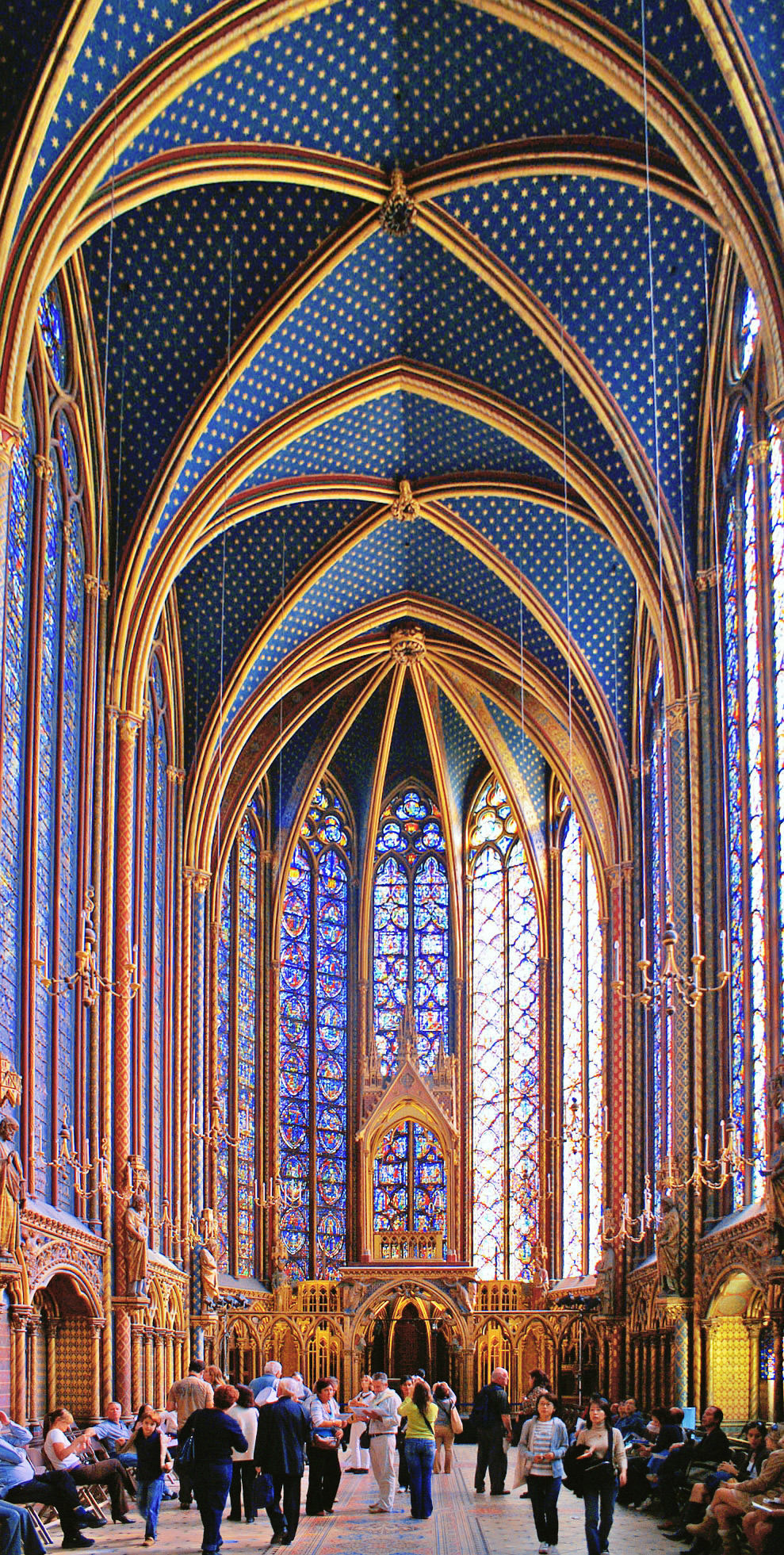
Sainte-Chapelle w Paryżu – przykład gotyckiej diafaniczności

Diafaniczność – przezroczystość konstrukcji – jedna z najważniejszych cech charakterystycznych, kluczowych idei architektury gotyckiej, polegająca na maksymalnej redukcji ścian na rzecz okien oraz pełnego wyeksponowania architektonicznego szkieletu tworzącego rdzeń konstrukcji budowli. 
Podstaw tej myśli należy szukać w teologicznej wizji katedry, która miała w sposób, jak najbardziej trafny, ilustrować Nowe Jeruzalem, pełne światła Bożego. Konsekwencją diafaniczności jest wprowadzenie systemu powiązań – sklepienia krzyżowo-żebrowego z filarami i wpierającymi je na zewnątrz przyporami i łękami oporowymi. Pojęcie to wprowadził niemiecki historyk sztuki, mediewista Hans Jantzen. 
Diafaniczność była preferowana od początku istnienia stylu gotyckiego. Cecha ta widoczna jest przede wszystkim w architekturze katedralnej. Przezroczystość konstrukcji w dosłownym tego słowa znaczeniu stała się priorytetem stylu rayonnant, który przypada na okres 1240–1350. Przykładami osiągnięcia kulminacji diafaniczności są m.in.: ufundowana przez Ludwika IX Świętego paryska Sainte-Chapelle, katedra w Amiens, katedra św. Piotra w Beauvais, czy też prezbiterium katedry w Kolonii.